# Panorama Tulipland

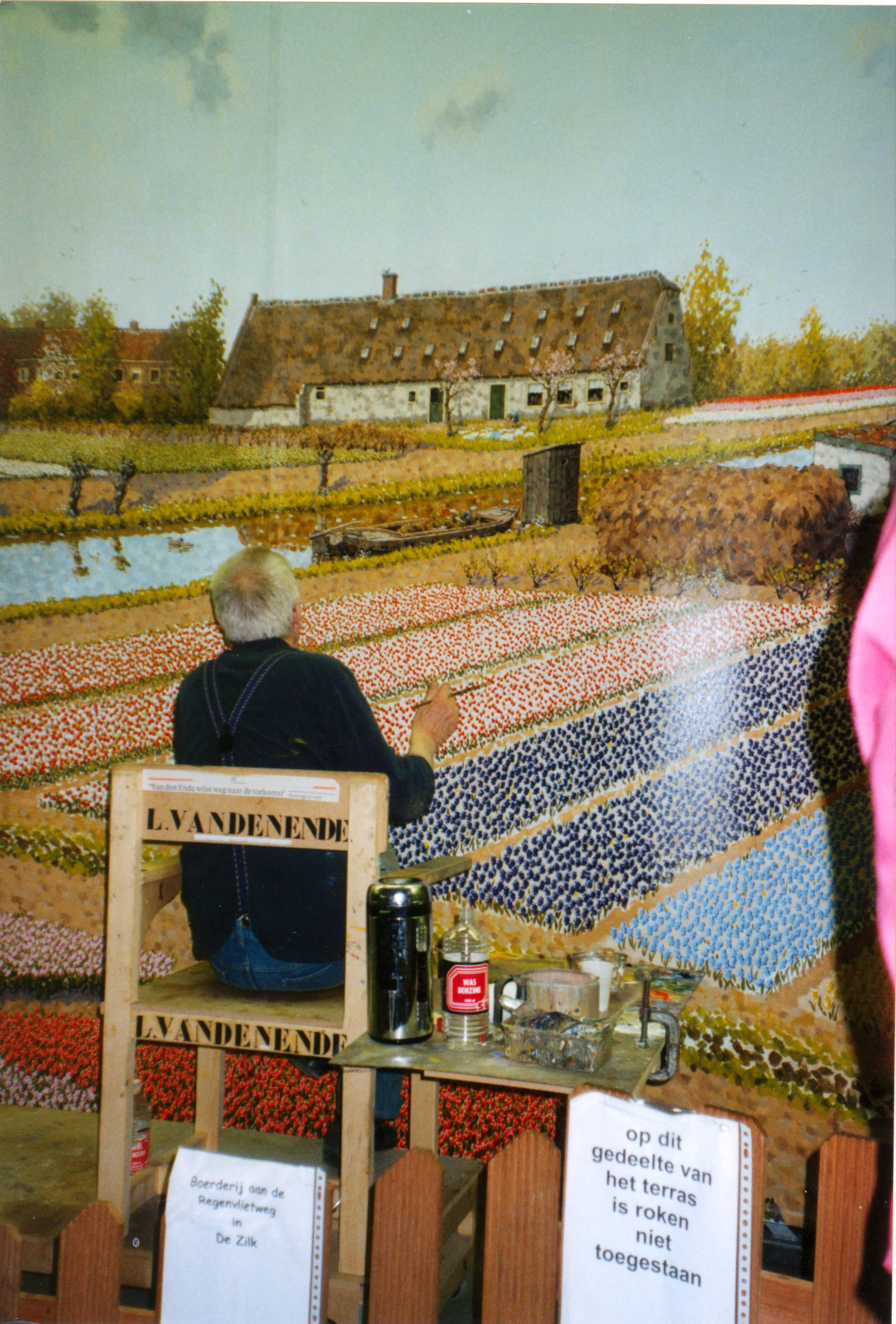
Leo van den Ende en zijn panorama. Foto uit 2003.

Panorama Tulipland is een panorama dat geschilderd is door de Nederlandse kunstschilder Leo van den Ende. Het bevindt zich in Voorhout. Het tweede panorama van Nederland is 63 meter lang en 4 meter hoog en is cilindervormig, evenals het Panorama Mesdag in Den Haag. De bezoeker staat in het midden van deze cilinder en voelt zich daardoor omgeven door het kunstwerk. 
Het panorama heeft als onderwerp de Bollenstreek in de jaren vijftig van de twintigste eeuw en is een initiatief van de geboren en getogen Bollenstrekers Herman van Amsterdam en Piet van Vliet, die de kunstenaar benaderden voor dit levenswerk. Van Amsterdam en Van Vliet waren bezorgd dat het oorspronkelijke karakter van de bollenstreek steeds meer verloren ging door de bouw van woonwijken en bedrijventerreinen. 
Het panorama bevat onder meer zo'n 1 miljoen tulpen, stuk voor stuk met de hand geschilderd. 
Van den Ende werkte sinds 1997 aan het schilderij. Op donderdag 22 mei 2008 voltooide hij het werk door zijn handtekening te plaatsen. De schilder werd voor het werk geridderd en ontving het lintje uit handen van de Teylingse burgemeester Schelberg. Bij elkaar heeft hij bijna 10.000 uur gewerkt aan het panorama. Omdat de locatie het grootste gedeelte van het jaar als bollenbedrijf in gebruik was, kon Van den Ende slechts een beperkt aantal weken per jaar aan het panorama werken. Doorgaans was dat in de lenteperiode.
Het door Van den Ende vervaardigde panorama was in 2009 voor het laatst te bewonderen op de locatie waar het werd geschilderd, het voormalige bloembollencomplex van de firma Colijn aan de Jacoba van Beierenweg in Voorhout. Het panorama moet naar elders verhuizen omdat op de plek van het bloembollencomplex woningen worden gebouwd. Het ligt voorlopig opgeslagen totdat een nieuwe, permanente locatie voor het panorama is gevonden. Mogelijk wordt dat de Keukenhof of nabij de ruïne van slot Teylingen.

## Galerij

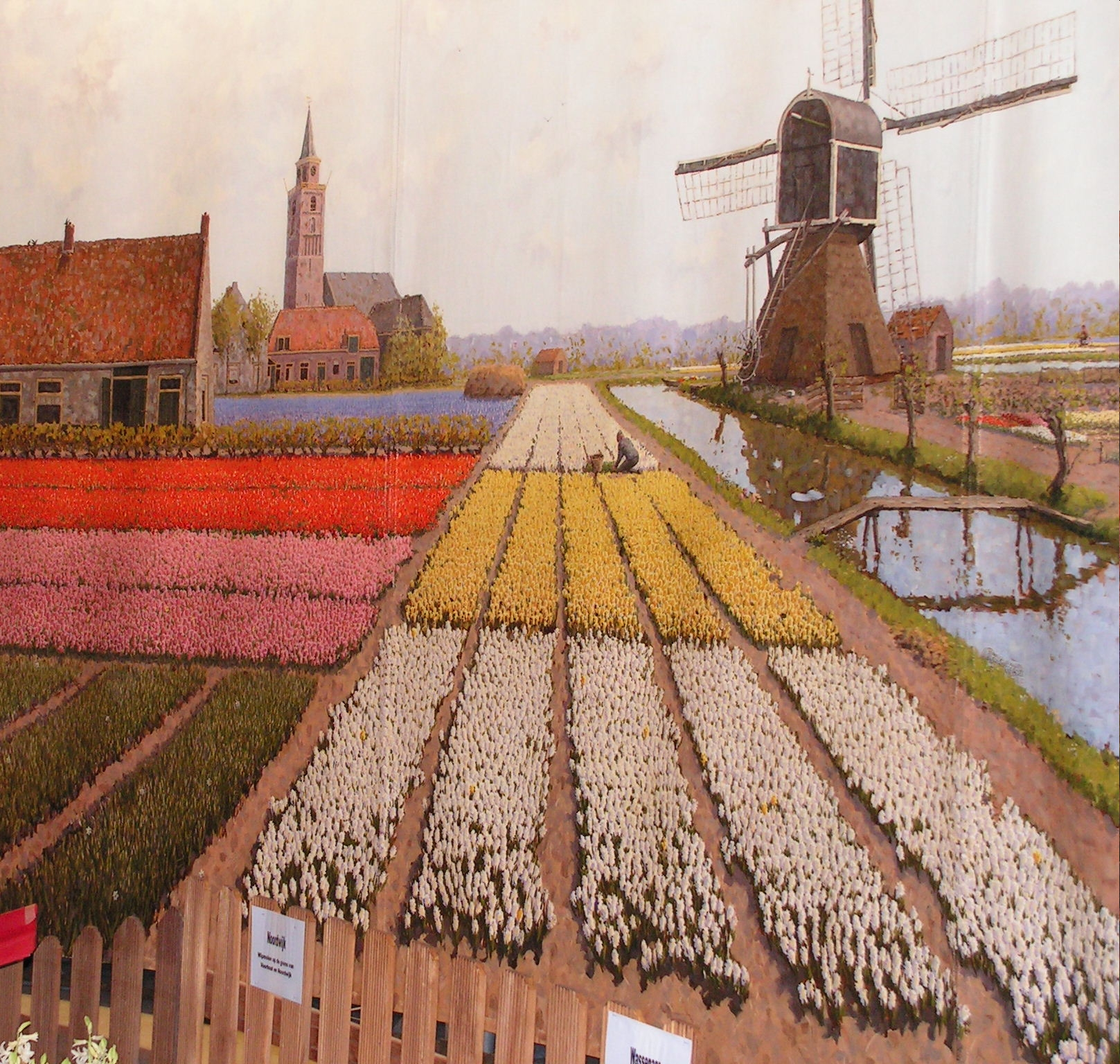
Stukje van Panorama Tulipland met onder andere de NH kerk uit Rijnsburg.
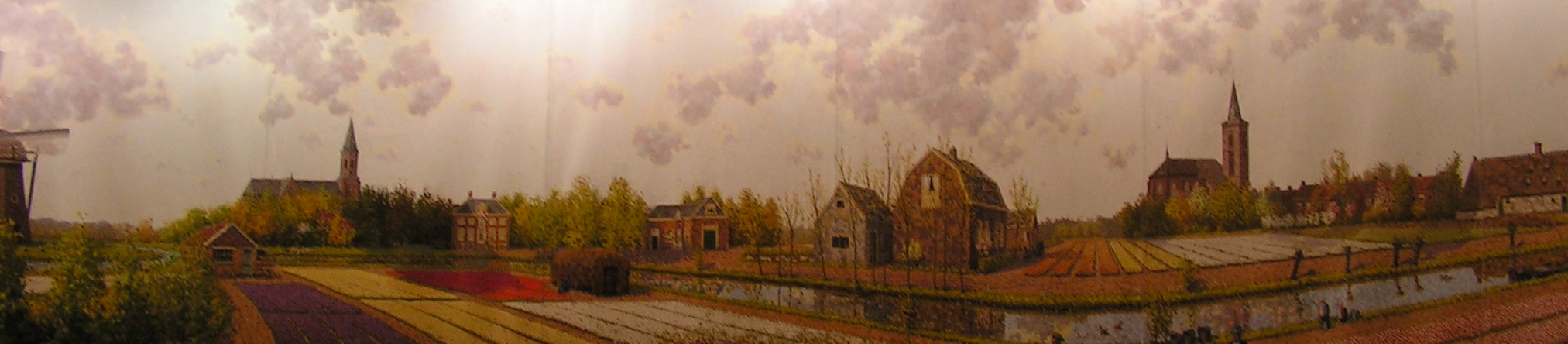
Deel van het panorama.
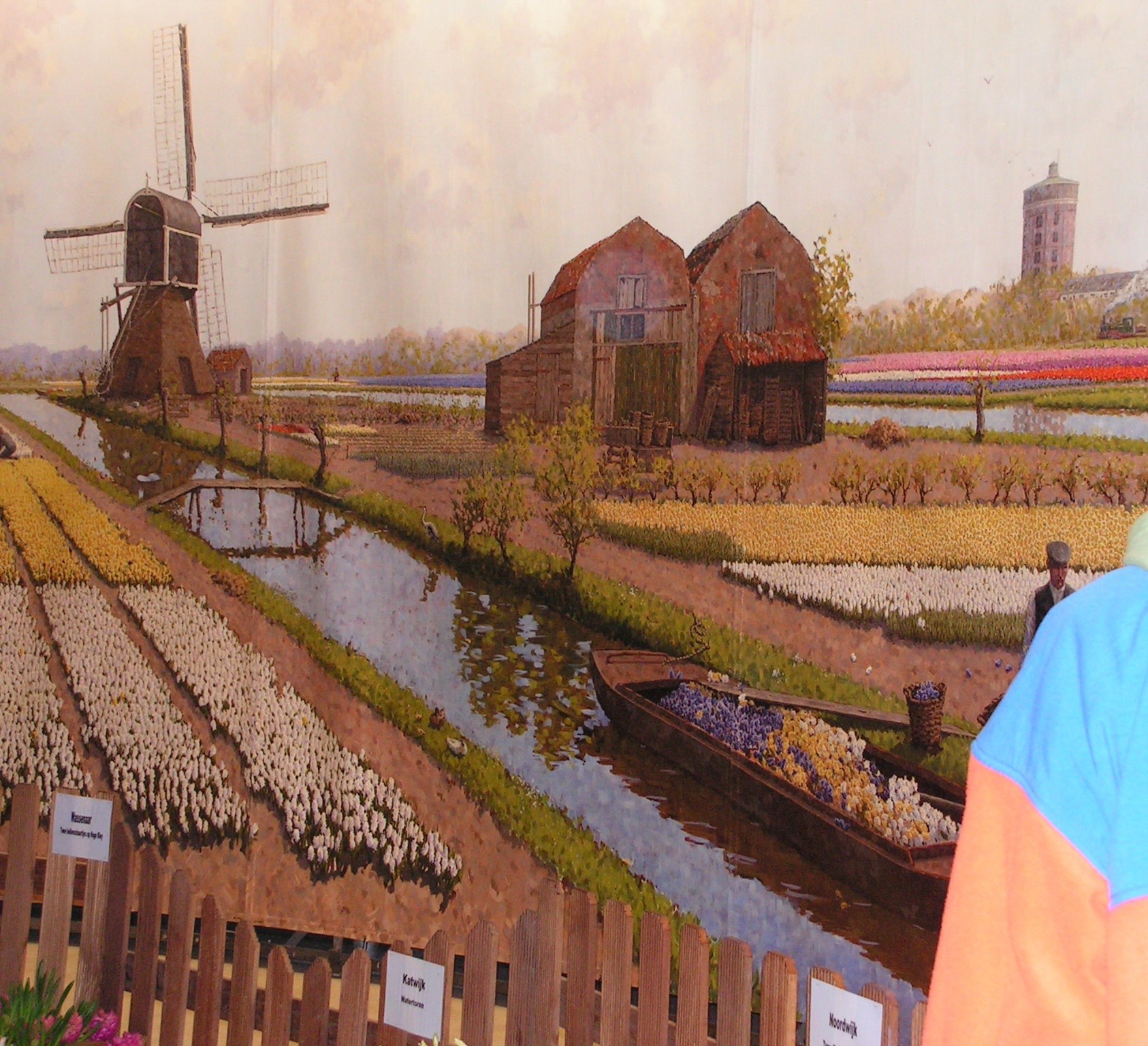
Rechts op de achtergrond, de Watertoren van Katwijk.